# 남명렬
남명렬(南明烈, 1959년 5월 14일 ~ )은 대한민국의 배우이다.

## 학력
- 1973년 대전보운국민학교 졸업
- 1976년 동명중학교 졸업
- 1979년 보문고등학교 졸업
- 1984년 충남대학교 임학과 학사
- 2015년 세종대학교 문화예술콘텐츠대학원 예술학 석사

## 출연작

### 다큐멘터리
- 《문명과 수학》 (2011년) 진행 및 내레이션
- 특집 다큐 《충청》 (2014년) 진행
- 특집 다큐 《고인돌》 (2014년) 진행 및 내레이션
- 특집 다큐 《핀테크》 (2016년) 진행 및 내레이션
- 전주방송 다큐멘터리 《장벽》 1부 : 베를린 / 2부 : 이스라엘 (2018년) 진행 및 내레이션
- 전주방송 다큐멘터리 《스타디움》 (2022년) 진행 및 내레이션
- 전주방송 다큐멘터리 《블루골드》 (2023년) 진행 및 내레이션

### 영화
- 《지상만가》 (1997년) - 감독 역
- 《일팔일팔》 (1997년) - 말 역
- 《처녀들의 저녁식사》 (1998년) - 창윤 역
- 《쉬리》 (1999년) - 관호 역
- 《나는 나를 파괴할 권리가 있다》 (2003년)
- 《인형사》 (2004년) - 중년 남 역
- 《모노폴리》 (2006년) - 김 회장 역
- 《서양 골동 양과자점 앤티크》 (2006년) - 천 사장 역
- [단편영화] 뉴맨 (2008년)
- 《섹스 볼란티어》 (2010년)
- [단편영화] 회색인 (주재형 감독) (2011년)
- [단편영화] 뱀파이어와의 인터뷰 (민언옥 감독) (2010년)
- 《미안해, 고마워》 (2011년) - 오 박사 역 (2011년)
- [단편영화] 겨울이 지나가는 시간 (황지은 감독) (2011년)
- [단편영화] 녹색문 (배준현 감독) (2011년)
- [단편영화] 육감 (박진수 감독) (2011년)
- 《도가니》 (2011년) - 김정우 교수 역
- [단편영화] 상상극장 (박 훤 감독)
- [단편영화] 보이지 않는 손 (이혜인 감독)
- 《네버다이 버터플라이》 (2013년) - 명호 아버지 역
- [비디오아트] 또 다른 북(The Other North) (Jesse Jones 감독)
- 《제보자》 (2014년) - 유종진 교수 역
- 《쿼바디스》 (2014년) - 노 목사 / 예수님 역
- 《용산나이트》 (2015년)
- 《장수상회》 (2015년) - 노신사 역
- [단편영화] 줄넘기 (서은선 감독)
- 《필름시대사랑》 (2015년) - 노인 역
- [독립영화] 우리집 (임다슬 감독) (2016년)
- [단편영화] 선희와 슬기
- 《더 킹》 (2017년) - 김민재 역
- 《침묵》 (2017년) - 김형모 역
- 《기억의 밤》 (2017년) - 최 교수 역
- 《탐정: 리턴즈》 (2018년) - 우원일 원장 역
- 《블랙머니》 (2019년) - 나리 부 역
- 만신 (노덕 감독) (2020년)
- [단편영화] 영화전대 춘화레인저(안정민 감독)
- 《발신제한》 (2021년) - 장호섬유 사장 역
- 해피 뉴 이어 (곽재용 감독) (2021년)
- 《공기살인》 (2022년) - 오 교수 역
- 《비상선언》 (2022년) - NSC의장 역
- [단편영화] 대전,1960 (배기원 감독)
- 《교섭》 (2023년) - 대통령 역 (특별출연)
- 《2퍼센트》 (2023년)-문신구 감독-남명렬 역
- [단편영화] 종의 소리 (황지은 감독)-신부 역
- 여름의 카메라 (2025년)-성스러운 감독
- 파과 (2025년)-민규동 감독
- 커미션 (2025년)-신재민 감독

### 드라마
- 2007년 MBC 월화드라마 《커피프린스 1호점》 - 이명재 역
- 2007년 KBS2 단막극 《드라마시티 - 이중장부 살인사건》  - 성준호 역
- 2008년 KBS2 월화드라마 《최강칠우》 - 진무양 역
- 2009년 MBC 주말연속극 《탐나는도다》 - 가와무라 게이스케 역
- 2009년 KBS2 TV문학관 《언니의 폐경》 - 순길 역
- 2009년 KBS2 월화드라마 《성균관 스캔들》 - 김승헌 역
- 2011년 KBS2 월화드라마 《강력반》 - 강만수 역
- 2012년 KBS2 《드라마 스페셜 - 스틸 사진》 - 최 교수 역
- 2013년 MBC 주말 특별기획 드라마 《백년의 유산》 - 이동규 역
- 2013년 MBC 수목드라마 《여왕의 교실》 - 오 여사 / 오만세 역
- 2013년 SBS 드라마 스페셜 《주군의 태양》 - 집을 안팔겠다는 남자 역
- 2013년 KBS2 월화드라마 《미래의 선택》 - 미래의 김신 역
- 2014년 SBS 월화드라마 《닥터 이방인》 - 최병철 역
- 2014년 KBS1 일일연속극 《고양이는 있다》
- 2014년 MBC 일일 특별기획 드라마 《엄마의 정원》 - 노 박사 역
- 2014년 KBS2 수목드라마 《조선 총잡이》 - 현암 역
- 2014년 SBS 드라마 스페셜 《쓰리 데이즈》 - 민현기 역
- 2014년 SBS 주말극장 《모던파머》 - 강 원장 역
- 2014년 tvN 금토드라마 《미생》 - 장그래의 바둑 사범 역
- 2014년 tvN 월화드라마 《라이어 게임》
- 2015년 KBS2 월화드라마 《블러드》 - 정한수 역
- 2015년 JTBC 금토드라마 《순정에 반하다》 - 이정구 역
- 2015년 SBS 월화드라마 《상류사회》 - 최영호 역
- 2015년 SBS 드라마 스페셜 《용팔이》 - 채영 부 역
- 2015년 SBS 일일연속극 《돌아온 황금복》 - 황만철 역
- 2015년 SBS 드라마 스페셜 《리멤버 - 아들의 전쟁》 - 강만수 역
- 2016년 네이버 TV케스트 웹드라마 《질풍기획》 - 질풍태 사장 역
- 2016년 MBC 주말연속극 《가화만사성》 - 서도형 역
- 2016년 OCN 주말드라마 《동네의 영웅》 - 장명준 역
- 2016년 MBC 월화드라마 《몬스터》 - 이준식 역
- 2016년 KBS2 월화드라마 《동네변호사 조들호》 - 최동욱 역
- 2016년 MBC 수목드라마 《쇼핑왕 루이》 - 차수일 역
- 2016년 KBS2 《드라마 스페셜 - 아득히 먼 춤》 - 소장 안드로이드 역
- 2017년 tvN 월화드라마 《써클: 이어진 두 세계》 - 윤학주 역
- 2017년 MBC 월화특별기획 《별별 며느리》 - 황호식 역
- 2017년 tvN 수목드라마 《크리미널 마인드》 - 윤희철 역
- 2017년 MBC 아침드라마 《역류》 - 김상재 역
- 2019년 MBC 수목드라마 《더 뱅커》 - 박진호 교수 역
- 2019년 tvN 수목드라마 《악마가 너의 이름을 부를 때》 - 송연모 회장 역 (특별출연)
- 2020년 Netflix 오리지널 드라마 《나 홀로 그대》 - 백 회장 역
- 2020년 tvN 목요드라마 《슬기로운 의사생활》- 양태양 역
- 2020년 tvN 토일드라마 《화양연화》 - 한인호 역
- 2020년 MBC 금요드라마 《시네마틱드라마 SF8 - 만신》 - 이지함 역
- 2020년 채널A 금토드라마 《거짓말의 거짓말》 - 지동리 역
- 2021년 tvN 목요드라마 《슬기로운 의사생활 2》- 양태양 역
- 2021년 KBS1 대하드라마 《태종 이방원》- 이색 역
- 2021년 JTBC 수목드라마 《공작도시》- 윤종필 역
- 2022년 MBC 금토드라마 《닥터 로이어》- 임태문 역
- 2022년 Netflix 오리지널 드라마 《블랙의 신부》- 손필영 역
- 2022년 JTBC 토일드라마 《디 엠파이어 : 법의 제국》 - 유예후 역 (특별출연)
- 2022년 SBS 금토드라마 《천원짜리 변호사》 - 김윤섭 역
- 2023년 JTBC 토일드라마 《닥터 차정숙》 - 박호원 역
- 2023년 ENA 수목드라마 《행복배틀》 - 강봉석 역
- 2023년 MBC 금토드라마 《넘버스 : 빌딩숲의 감시자들》 - 장인호 역
- 2023년 Netflix 오리지널 드라마 《퀸 메이커》 - 황주일 역
- 2023년 MBC 금토드라마 《열녀박씨 계약결혼뎐》 - 박현 역
- 2023년~2024년 Netflix 오리지널 드라마 《경성크리처》 - 허 씨 역 (특별출연)
- 2023년~2024년 KBS2 주말드라마 《효심이네 각자도생》 - 박진명 역
- 2024년 JTBC 수목드라마 《비밀은 없어》 - 김정헌의 아버지 역 (특별출연)
- 2024년 Xclusive 웹드라마 《비긴즈유스》 - 구현복 역
- 2024년 디즈니+ TV《로얄 로더》- 박사진 역
- 2024년 KBS2 주말드라마 《효심이네 각자도생》  - 박진명 역
- 2024년 Netflix 오리지널 드라마 《경성크리처 시즌 2》 - 허 씨 역 (특별출연)
- 2025년 SBS 금토드라마 《나의 완벽한 비서》- 조회장 역
- 2025년 SBS 특집드라마《우리들의 초콜릿 순간》- 창업주 역
- 2025년 Netflix 오리지널 드라마 《탄금》- 민장효 역

### 라디오 프로그램
- 《고전읽기 & 라디오 전기문》 (EBS 라디오)
- 2014년 《EBS 책 읽는 라디오 낭독 시리즈》(EBS FM)

### 연극
- 내가 날씨에 따라 변할 사람 같소? (1978)
- 사자와의 경주 (1980년)
- 유다의 닭 (1984년)
- 물새야, 물새야 (1985년)
- 사람의 아들 (1986년)
- 시민K (1991년)
- 어느 무정부주의자의 사고사 (1992년)
- 시민 조갑출 (1993년)
- 불의 가면-권력의 형식 (1993년)
- 새들은 제 이름을 부르며 운다 (1994년)
- 거미여인의 키스 (1994년)
- 불의 신화 (1995년)
- 이디푸스와의 여행 (1995년)
- 물의 정거장2 (1995년)
- 시인과 모델 (1996년)
- 슬픔의 노래 (1996년)
- 까라마조프가의 형제들 (1996년)
- 밤으로의 긴 여로 (1997년)
- 오이디푸스1 (1997년)
- 오이디푸스2 (1997년)
- 문성근 나와라 (1998년)
- 인간, 리어 (1998년)
- 파티 (1999년)
- 햄릿 프로젝트 (1999년)
- 제 6호실 (1999년)
- 용서 (1999년)
- 불 좀 꺼 주세요 (2000년)
- 사라치 (2000년)
- 사랑이 없으면 여자도 없다 (2001년)
- 누가 누구? (2001년)
- 첼로와 케찹 (2001년)
- 레퀴엠 (2001년)
- 페르소나 (2002년)
- 사물의 왕국 (2002년)
- 405호 아줌마는 참 착하시다 (2002년)
- 햄릿 프로젝트 2002 (2002년)
- 보이체크 (2003년)
- 에밀레-천년의 소리 (2003년)
- 선셋대로 (2003년)
- 지차트콥스키의 갈매기 (2004년)
- 바다와 양산 (2004년)
- 전훈의 갈매기 (2005년)
- 아가멤논 (2005년)
- 에쿠우스 (2005년)
- 사랑은 흘러 간다 (2006년)
- 강에게 (2006년)
- 가스등 (2006년)
- 페드라 (2006년)
- 다우트 (2007년)
- 민영이야기 (2007년)
- 노이즈 오프 (2007년)
- 술로먼의 하얀 동그라미 (2008년)
- 두드리 두드리 (2008년)
- 유리 부투소프의 갈매기 (2008년)
- 레자 드 웻의 세자매 (2009년)
- 한스와 그레텔 (2009년)
- 코펜하겐 (2009년)
- 마라/사드 (2009년)
- 고요한 아침의 호텔 (2010년)
- 기묘여행 (2010년)
- 옥수수 밭에 누워있는 연인 (2010년)
- 풀 포 러브 (2010년)
- 나무 (2010년)
- 모래의 정거장 (2011년)
- 나는 전화를 걸려고 온 것 뿐이에요 (2011년)
- 녹색태양 (2011년)
- 그리고 또 하루 (2012년)
- 그을린 사랑 (2012년)
- 꿈 (2012년)
- 민중의 적 (2012년)
- The Game-죄와 벌 (2012년)
- 나는 나의 아내다 (2013년)
- 알리바이 연대기 (2013년)
- 라긴 (2013년)
- 햄릿 (2013년)
- 소년 B가 사는 집 (2014년)
- 숲귀신 (2014년)
- 가족이란 이름의 부족 (2014년)
- 아버지와 아들 (2015년)
- 이피게니아×5 (2015년)
- 달빛 안갯길 (2016년)
- 메디아 (2017년)
- 비명자들2 (2017년)
- 망각의 방법-오후만 있던 일요일 (2017년)
- 비명자들2 (2018년)
- 어느 마술사 이야기 (2018년)
- 오이디푸스 (2019년)
- 그을린 사랑 (2019년)
- 동승 (2019년)
- 알리바이 연대기 (2019년)
- 라스트 세션 (2020년)
- 올드 위키드 송 (2020년)
- 안녕,여름 (2021년)
- 그을린 사랑 (2021년)
- 우리가 서로 알 수 없었던 시간(2021년)
- 러브 송(2021년)
- 가족이란 이름의 부족(2022년)
- 질투(2022년)
- 두교황(2022년)
- 오펀스(2022년)
- 통속소설이 머 어때서?!(2023년)
- 라스트 세션(2023년)
- 한스와 그레텔(2023년)
- 햄릿(2024년)
- 트랩(2024년)
- 최후의 분대장 1부-조선의용군(2024년)
- 감정연습-낭독공연(2025년)
- 시련(2025년)
- 지상의 사랑-낭독공연(2025년)
- WHITE RABBIT RED RABBIT(2025년)

### 클래식
- 보리스를 위한 파티 (2002년)
- 오르페오 인 뮤직 (2008년)
- 대관령 국제음악제-Eh, Joe (2008년)
- 하나 여의도 클래식 (2008~2011년)
- 천재 피아니스트 쇼팽을 만나다 (2013년)
- 신라에 온 페르시아 왕자 (2013년)
- 음악이 흐르는 박물관 (2014년)
- 베토벤에 대한 심리보고서 (2014년)
- 잃어버린 아리랑을 찾아서 (2014년)
- 《손준호와 함께하는 실내악 시리즈》 (2015년)
- 판소리 셰익스피어- 춘향과 줄리엣 (2015년)
- 마요르카 섬의 연인 (2015년)
- 프로이드가 만나 판소리 속 그들 (2015년)
- 부천 필 제야음악회-박쥐 (2016년)
- 미술관 음악회 (2017년)
- 오페라음악극 두모포의 꿈 (2022년)
- 매일클래식 20주년 공연 음악극 나를 찾아서(2023년)
- 춘향, 사랑을 외치다(2023년)

### 광고 내역
- 소망화장품-다나한 인상학 편(2003)
- 삼성생명-보장자산 1편(2007)
- KTF-Show '사랑해' 편(2007)
- 삼성생명-Freedom 50+ 우리부부 연금자산 편(2007)
- 엠씨스퀘어-PT 편(2007)
- LG전자 X-CANVAS-Have a good time 편(2007)
- 삼성생명-U캠페인 편(2010)
- 동아제약 박카스-등산 편(2011)
- SKtelecom-가능성의 릴레이-Vision 3 학교 편(2012)
- 하나금융그룹-건강한 금융 편(2013)
- 삼성 스마트 TV-올쉐어 스타영상 편(2013)
- KG모빌리티-체어맨 서미트 편(2013)
- 알바천국-중장년 채용관 편(2013)
- 일동제약-아로나민골드-드신 날과 안 드신 날의 차이를 경험해 보세요 편(2014-2017)
- 디지코 KT(2021)
- 녹십자웰빙-녹십자웰빙 관절엔리나린 편(2023)

## 수상
- 1986년 충청남도연극제 연기상
- 1993년 대전연극제 연기상
- 1996년 신춘문예단막극제 연기상
- 2002년 영희연극상
- 2002년 서울공연예술제 연기상
- 2003년 경주세계문화엑스포 공로표창
- 2009년 제14회 히서연극상 올해의 연극인상
- 2009년 제2회 대한민국연극대상 연기상
- 2012년 제13회 김동훈연극상[2]
- 2013년 제6회 대한민국연극대상 연기상
- 2013년 제50회 동아연극상 연기상
- 2020년 대한민국 문화예술상 대통령 표창
- 2022년 이해랑연극상